# Skopun
La commune de Skopun est une commune et une ville des îles Féroé se situant sur la partie septentrionale de l'île de Sandoy.

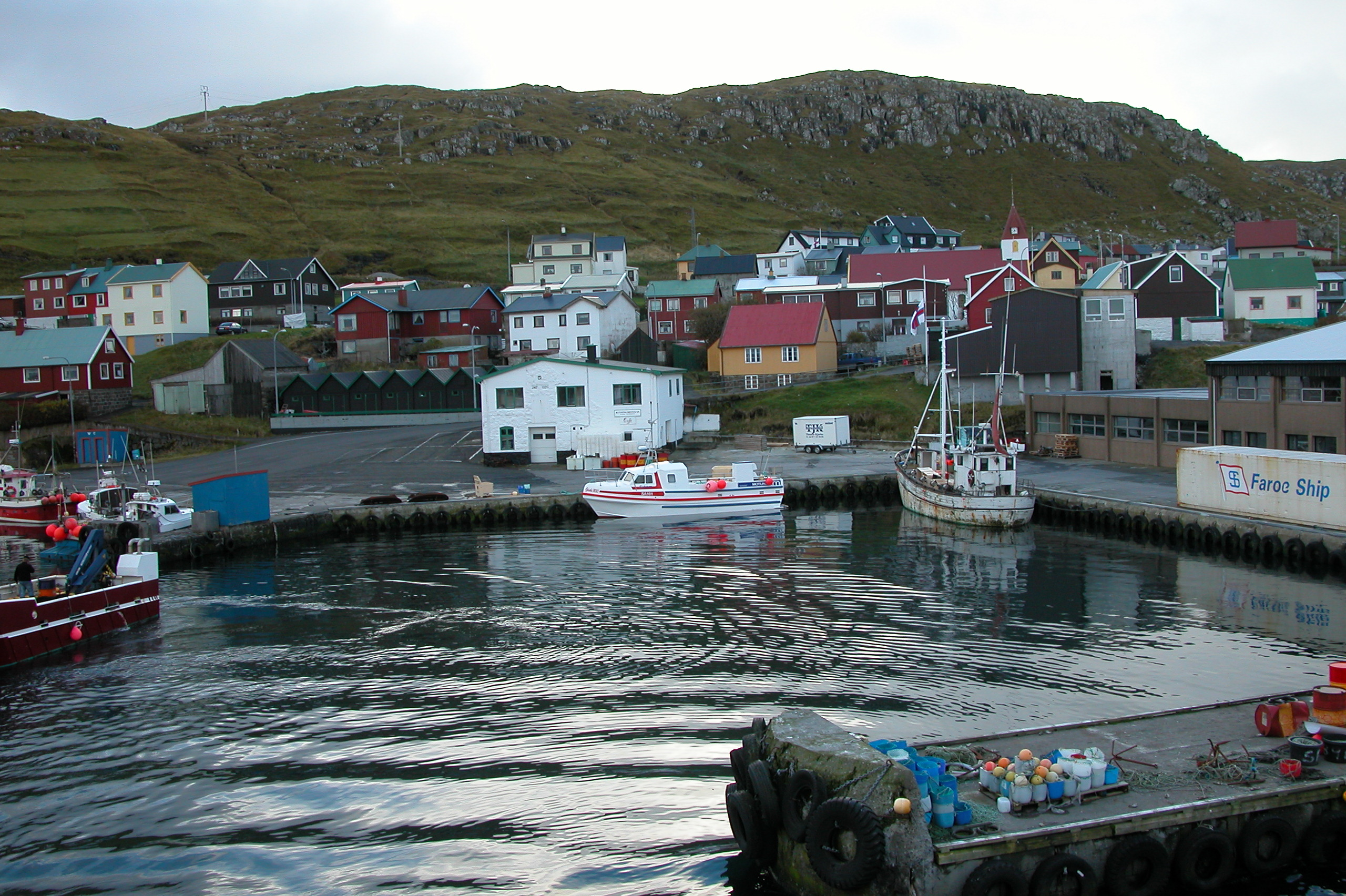
Skopun - Vue